# Sven Malmqvist
Sven Malmqvist, född 19 november 1802 i Malmö, död 21 november 1853 i S:t Laurentii församling, Östergötlands län, var borgmästare i Söderköping.

## Biografi
Malmqvist föddes 19 november 1802 i Malmö. Han studerade i skola där och blev 1819 student vid Lunds universitet. Där tog han hösten 1824 juristexamen och blev vice häradshövding. Malmqvist blev 9 juni 1837 borgmästare i Söderköpings stad. Han avled där 21 november 1853.

### Familj
Malmqvist gifte sig 1840 med Augusta Kristina Fleetwood (1802–1862). Hon var dotter till fänriken Erik Johan Fleetwood.